# Тімоті Фосу-Менса
Тімоті Фосу-Менса (нід. Timothy Fosu-Mensah, нар. 2 січня 1998, Амстердам, Нідерланди) — нідерландський футболіст, правий захисник клубу «Баєр 04».

## Клубна кар'єра
Вихованець академії амстердамського «Аякса». 2 вересня 2014 року 16-річний Тімоті перейшов в англійський клуб «Манчестер Юнайтед» за 300,000 фунтів. У «Аяксі» він виступав на позиції центрального захисника, але після свого переїзду в Англію грав не тільки в центрі оборони, але і на позиціях крайнього захисника, опорного та центрального півзахисника і навіть під нападником за команди «МЮ» U-18 і U-21. Відрізнявся великою фізичною силою і швидкістю.
28 лютого 2016 року дебютував за основний склад «Манчестер Юнайтед» у матчі Прем'єр-ліги проти «Арсеналу», вийшовши на заміну Маркосу Рохо на позицію лівого захисника. Матч завершився перемогою «червоних дияволів» з рахунком 3:2. 2 березня вперше вийшов у стартовому складі «Манчестер Юнайтед» у грі Прем'єр-ліги проти «Вотфорда», провівши повний матч на позиції центрального захисника. Зустріч завершилася перемогою «Юнайтед» з рахунком 1:0.
Перед початком сезону 2016/17 йому був привласнений номер «24» замість номера «51», під яким він виступав у попередньому сезоні.
З 2017 по 2019 виступав на правах оренди у складах клубів «Кристал Пелес» і «Фулгем».
2021 перейшов до складу німецького клубу «Баєр 04».

## Виступи за збірні
2013 року дебютував у складі юнацької збірної Нідерландів, взяв участь у 31 іграх на юнацькому рівні, відзначившись одним забитим голом.
2017 дебютував у складі національної збірної Нідерландів

## Статистика виступів

### Статистика клубних виступів
| Сезон             | Команда             | Чемпіонат         | Чемпіонат | Чемпіонат | Національний кубок | Національний кубок | Національний кубок | Континентальні кубки | Континентальні кубки | Континентальні кубки | Інші змагання | Інші змагання | Інші змагання | Усього | Усього |
| Сезон             | Команда             | Ліга              | Ігор      | Голів     | Ліга               | Ігор               | Голів              | Ліга                 | Ігор                 | Голів                | Ліга          | Ігор          | Голів         | Ігор   | Голів  |
| ----------------- | ------------------- | ----------------- | --------- | --------- | ------------------ | ------------------ | ------------------ | -------------------- | -------------------- | -------------------- | ------------- | ------------- | ------------- | ------ | ------ |
| 2015–16           | «Манчестер Юнайтед» | ПЛ                | 6         | 0         | КА+КЛ              | 1+0                | 0                  |                      | -                    | -                    | -             | -             | -             | 7      | 0      |
| Усього за кар'єру | Усього за кар'єру   | Усього за кар'єру | 6         | 0         |                    | 1                  | 0                  |                      | -                    | -                    |               | -             | -             | 7      | 0      |

## Досягнення
- Чемпіон Німеччини (1):

«Баєр 04»: 2023–24
- Володар Кубка Німеччини (1):

«Баєр 04»: 2023–24
- Переможець Ліги Європи УЄФА (1):

«Манчестер Юнайтед»: 2016–17